# Smolarka
Smolarka – część wsi Warząchewka Królewska w Polsce położona w województwie kujawsko-pomorskim, w powiecie włocławskim, w gminie Włocławek.
W latach 1975–1998 Smolarka administracyjnie należała do województwa włocławskiego.